# Milis
Milis (Mìris in sardo) è un comune italiano di 1 399 abitanti situato nella provincia di Oristano in Sardegna, a ridosso della catena montuosa del Montiferru.
All'epoca della Sardegna giudicale fu il capoluogo della curatoria del Campidano di Milis, nel Giudicato d'Arborea, e si trova nella regione storica del Campidano di Oristano.

## Geografia fisica

### Territorio
Il territorio si estende per una lunghezza di circa 8 km e per una profondità di circa 2 km lungo il corso del Riu Mannu. L'area è ricchissima d'acque sorgive, che si raccolgono in numerosi piccoli corsi d'acqua, affluenti del Riu Mannu, che attraversano terreni fertili.

## Storia
In età nuragica il territorio vide la presenza di numerosi nuraghi, di cui si conservano il nuraghe Cobulas e il nuraghe Tronza, situato sulle rive del Riu Mannu.
L'origine del toponimo "Milis" si suole far risalire al termine latino miles (soldato).
I monaci camaldolesi di Bonarcado iniziarono lo sfruttamento del territorio, ricco d'acqua, impiantandovi coltivazioni e in particolare un frutteto nell'attuale località di Ortus de is Paras e Milis fu conosciuta in tutta l'isola anche nei secoli successivi come luogo di produzione di agrumi, cereali e vernaccia dalle uve della valle del Tirso.
Milis era nel territorio del Giudicato di Arborea, nella regione storica del Campidano di Oristano e capoluogo della curatoria del Campidano di Milis, della quale fu capoluogo.
Il comune venne fondato nel XIII secolo. I possedimenti dei frati camaldolesi erano stati confermati nel 1211 da Costantino III d'Arborea. I monaci edificarono anche numerose chiese, tra le quali la chiesa di San Paolo, all'ingresso del paese, quelle di San Giorgio di Calcaria e di San Pietro di Milis Pizzinnu.
Alla caduta del giudicato (1420) entrò a far parte del Marchesato di Oristano, e alla definitiva sconfitta degli arborensi (1478) passò sotto il dominio aragonese e divenne un feudo. Nel secolo XVIII fu incorporato nel marchesato d'Arcais, feudo dei Flores Nurra, ai quali fu riscattato nel 1839, con la soppressione del sistema feudale.
Anche dopo la fine dei giudicati il paese mantenne la funzione di capoluogo locale ed ospitò anche in seguito il carcere, il tribunale e il comando dei carabinieri.
Durante la seconda guerra mondiale ospitò un aeroporto militare che ci fece base anche la Luftwaffe del Mediterraneo, definito "aeroporto invisibile" in quanto nascosto dagli aranceti. In seguito all'abbattimento di un aereo nemico, venne tuttavia individuato dagli Alleati e bombardato il 3 luglio del 1943, facendo anche vittime tra i civili. I caduti vennero seppelliti nel cimitero del paese in una zona separata.

### Simboli
Lo stemma e il gonfalone sono stati concessi con DPR del 24 aprile 2000.
Nello stemma sono raffigurati degli alberi di arancio.
Il gonfalone è un drappo di giallo con la bordatura di azzurro.

## Monumenti e luoghi d'interesse

### Architetture religiose

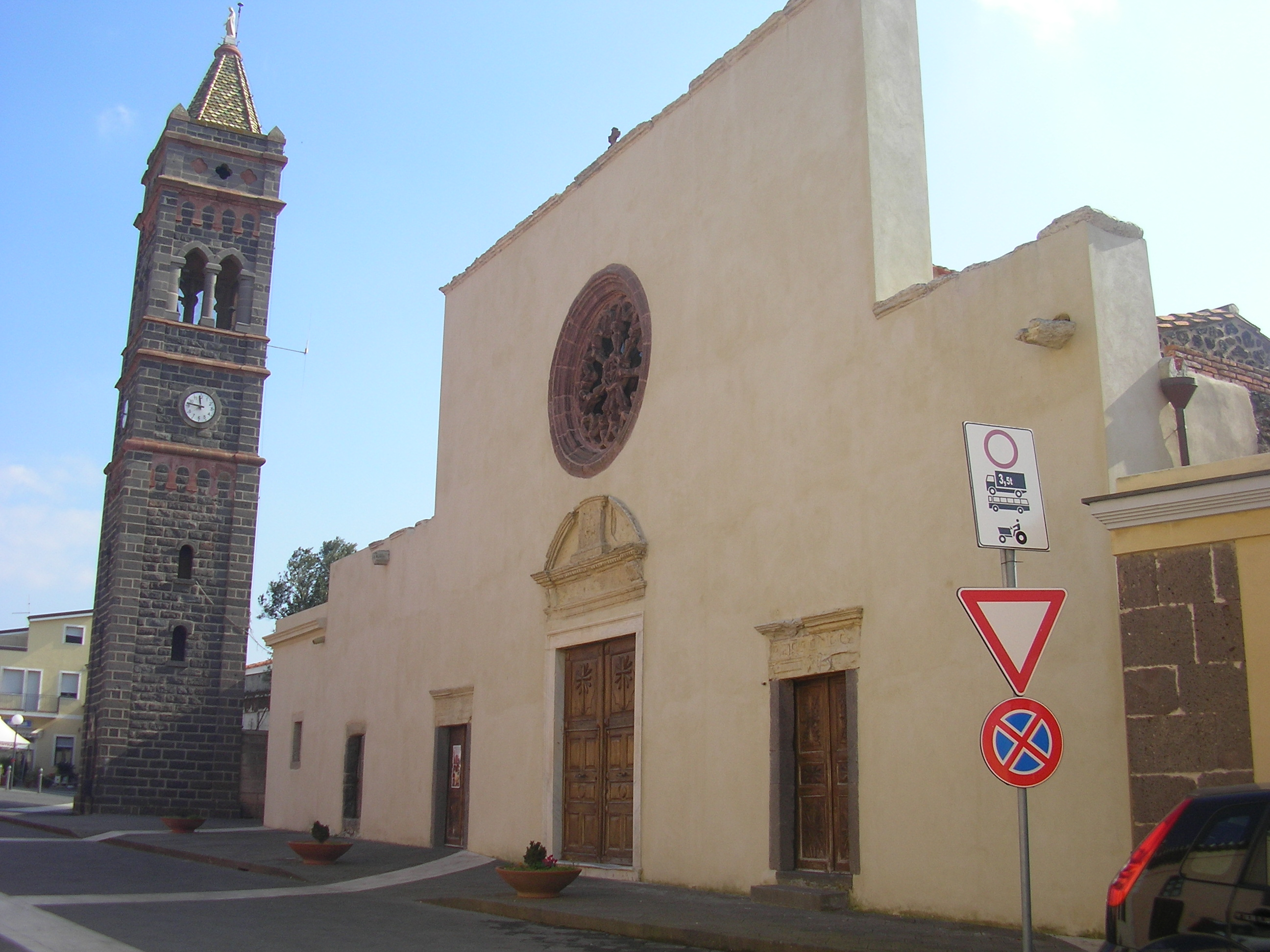
Chiesa di San Sebastiano

- Chiesa di San Sebastiano: parrocchiale, sorta al centro del paese, lungo la via principale, nel Cinquecento, venne edificata in stile gotico-catalano. Presenta un ampio ingresso e cappelle laterali. Nella facciata è presente un rosone in trachite rossa. La chiesa ha subito alcune modifiche e il campanile adiacente è stato costruito negli anni cinquanta del XX secolo.
- Chiesa di San Paolo, costruita in stile romanico tra il 1140 e il 1220. Degni d'interesse alcuni retabli.Chiesa di San Paolo

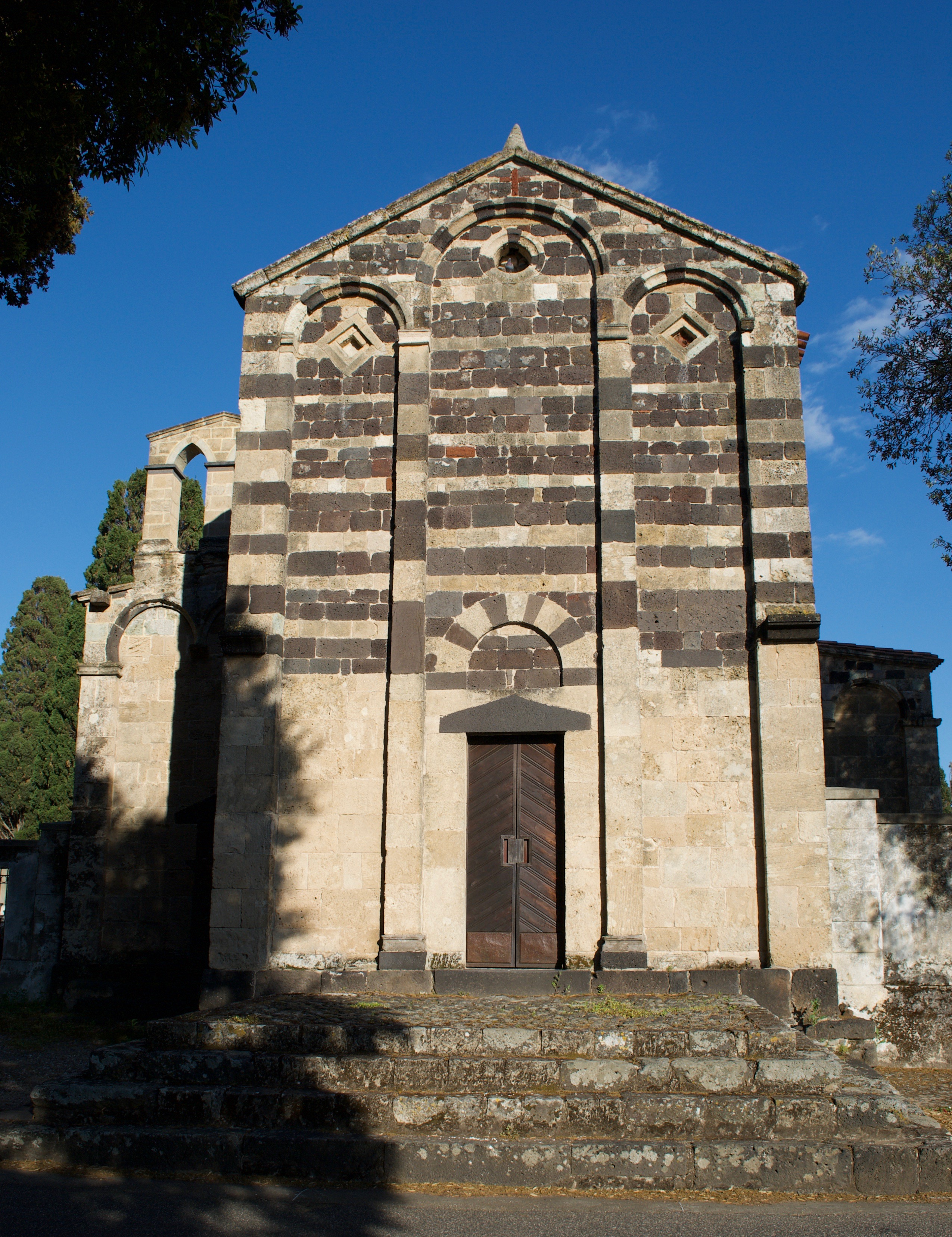
Chiesa di San Paolo

- Chiesa di Santa Vittoria: al suo interno sono state rinvenute tombe del VI-VII secolo. Conserva un altare ligneo seicentesco. Una delle campane del campanile era appartenuta a palazzo Boyl. La famiglia Boyl donò alla chiesa una lettiga di legno sulla quale era esposta la statua di Gesù durante la rievocazione di Su icravamentu. La chiesa è sede della confraternita dello Spirito Santo.
- Chiesa di San Giorgio, sorta intorno al 1637, in origine esterna all'abitato, nella parte nord del paese, consiste in una modesta struttura.
- Chiesa della Madonna del Buon cammino, sorta nell'Ottocento, a circa 1 km dal centro abitato, accessibile solo a piedi tramite sentiero.
- Chiesa di San Pietro in Vincoli di Milis Pizzinnu (1300) a 2 km dall'abitato in aperta campagna. Il santo si festeggiava, fino agli anni ottanta del XX secolo, la prima domenica di settembre. Raggiungibile solo a piedi.

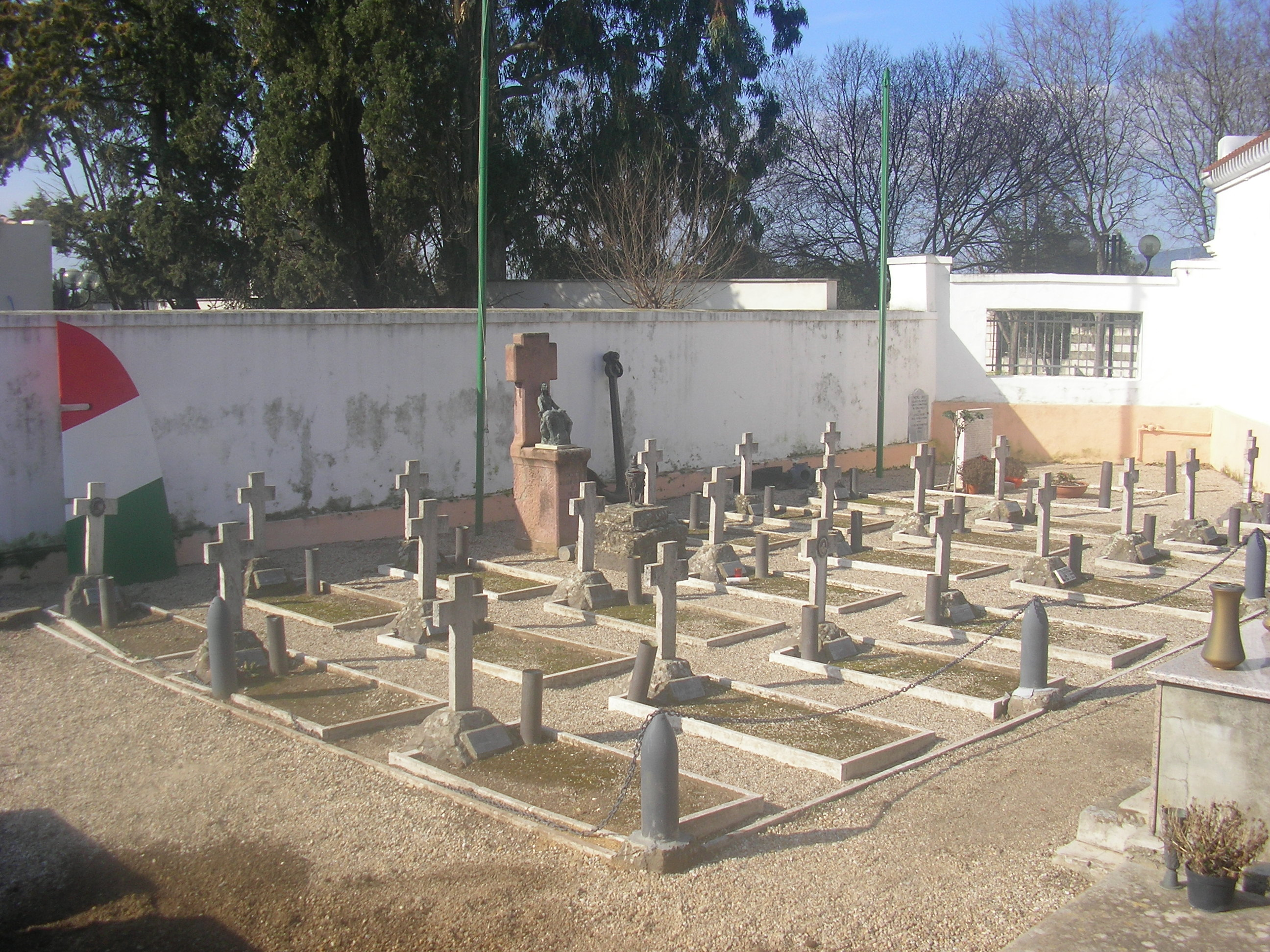
Cimitero di guerra

- Cimitero di guerra, all'interno del cimitero paesano, presso la chiesa di San Paolo, accoglie le spoglie di soldati e civili italiani e tedeschi periti durante il bombardamento alleato dell'aeroporto militare nel 1943.

### Architetture civili

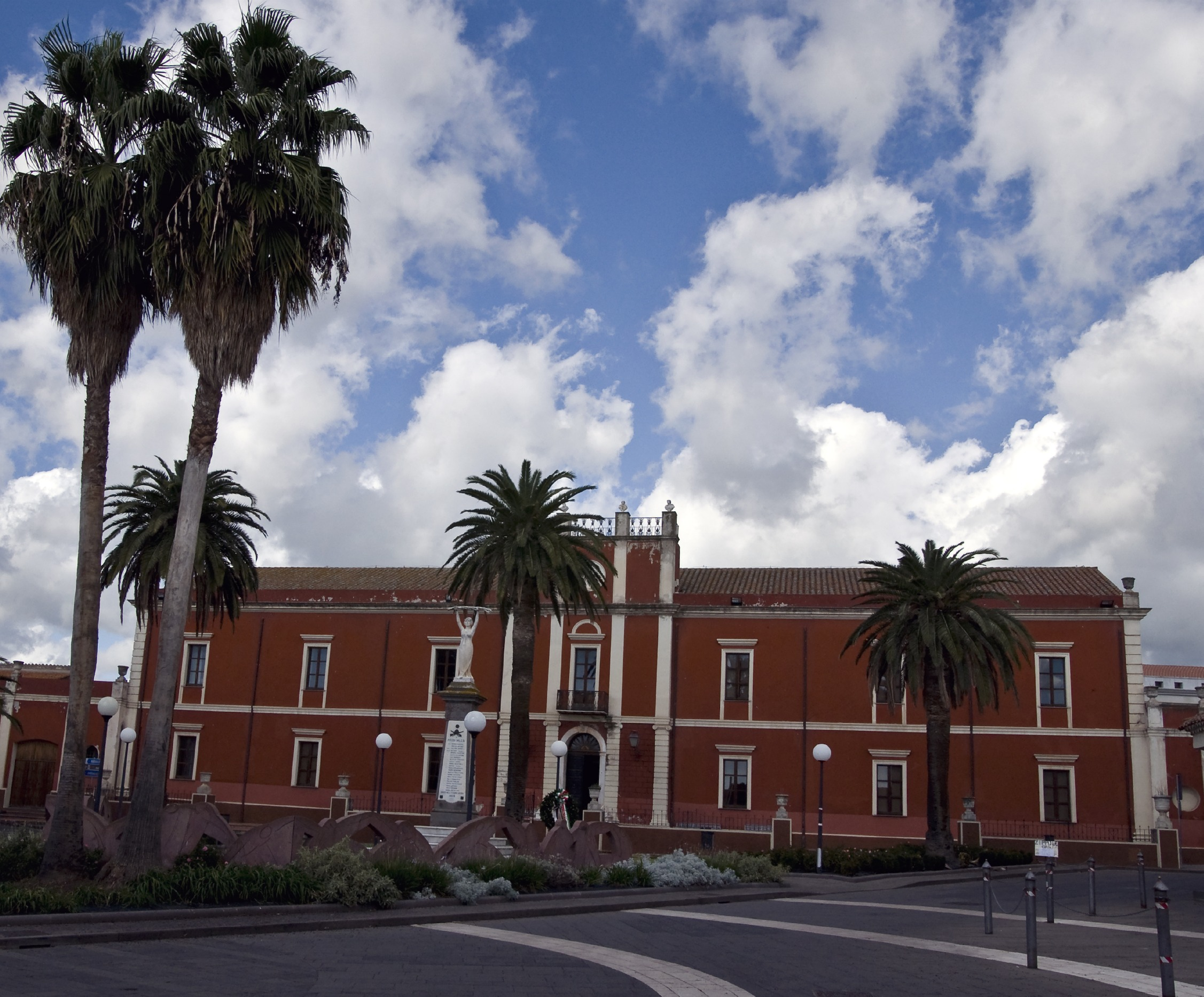
Piazza dei Martiri con il palazzo Boyl

- Palazzo Boyl, costruito nel XVII secolo, venne ampliato ed utilizzato come residenza estiva dai marchesi Boyl che lo avevano acquisito nel XIX secolo attraverso il matrimonio con l'ultima proprietaria: donna Maddalena Vacca Salazar[6]. Accolse ospiti illustri (Carlo Felice e Carlo Alberto di Savoia, il generale La Marmora, Gabriele d'Annunzio, il bibliotecario del re di Francia, Antoine Valéry (1789-1847)[7] e nel 1838 per alcuni giorni Honoré de Balzac[8]). All'interno del palazzo è ospitato il "Museo del costume e del gioiello sardo"; nel cortile è presente un moderno anfiteatro in pietra e granito che può ospitare per eventi circa 700 persone.

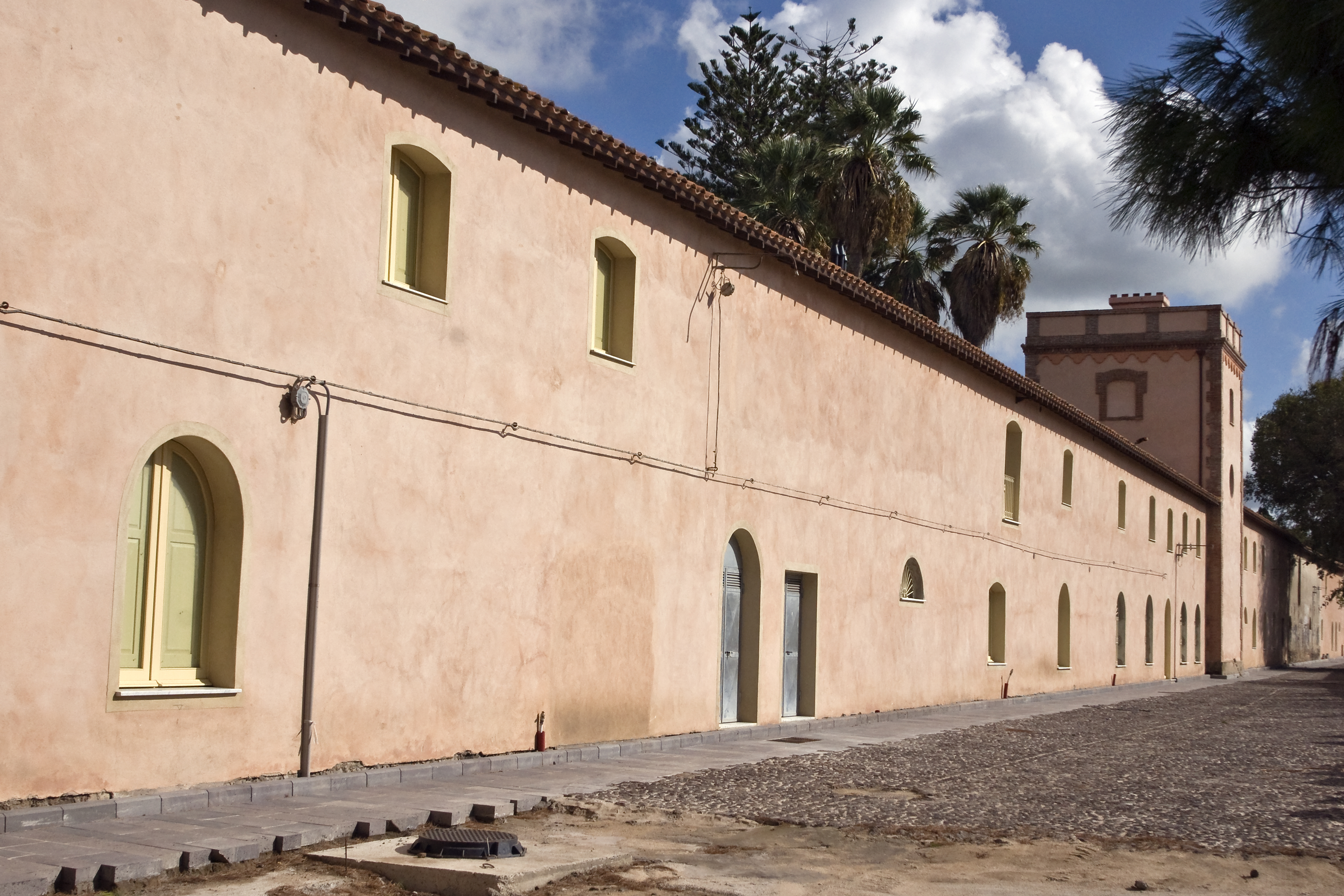
Villa pernis

- Villa Pernis, costruita alla fine dell'Ottocento all'ingresso sud del paese da Benvenuto Penis per l'allevamento dei cavalli destinati all'esercito regio e collegata alla tenuta regia (tanca regia) di Abbasanta. Comprende un edificio con pianta ad L di circa 500 m di lunghezza e 10 m di larghezza e circa 4 ettari di agrumeto. Danneggiata dall'utilizzo come caserma militare durante la seconda guerra mondiale, venne acquistata da una famiglia milese e utilizzata come residenza abitativa, andata negli anni in disuso, dopo l'abbandono dei proprietari, fu acquistata dalla regione, che la cedette al comune di Milis; è stata quasi tutta restaurata, la zona sud è stata adibita ad albergo con ristorante e bar, mentre nella zona nord a un centro servizi per il turismo.

## Società

### Evoluzione demografica
Abitanti censiti

### Etnie e minoranze straniere
Al 31 dicembre 2015 risiedevano nel comune di Milis 58 stranieri, costituenti il 3,6% della popolazione comunale dell'epoca.

### Lingue e dialetti
La variante del sardo parlata a Milis è riconducibile alla Limba de mesania.

### Tradizioni e folclore
Storicamente il commercio degli agrumi si svolgeva con carri di buoi e poi con camion di paese in paese. Insieme alle arance si commerciava anche la produzione di vernaccia. Veniva anche venduto, in occasione di feste paesane, il pesce arrosto, trasportato con ceste di canna (cadinus). L'abito tradizionale di Milis viene presentato in molti eventi folcloristici.

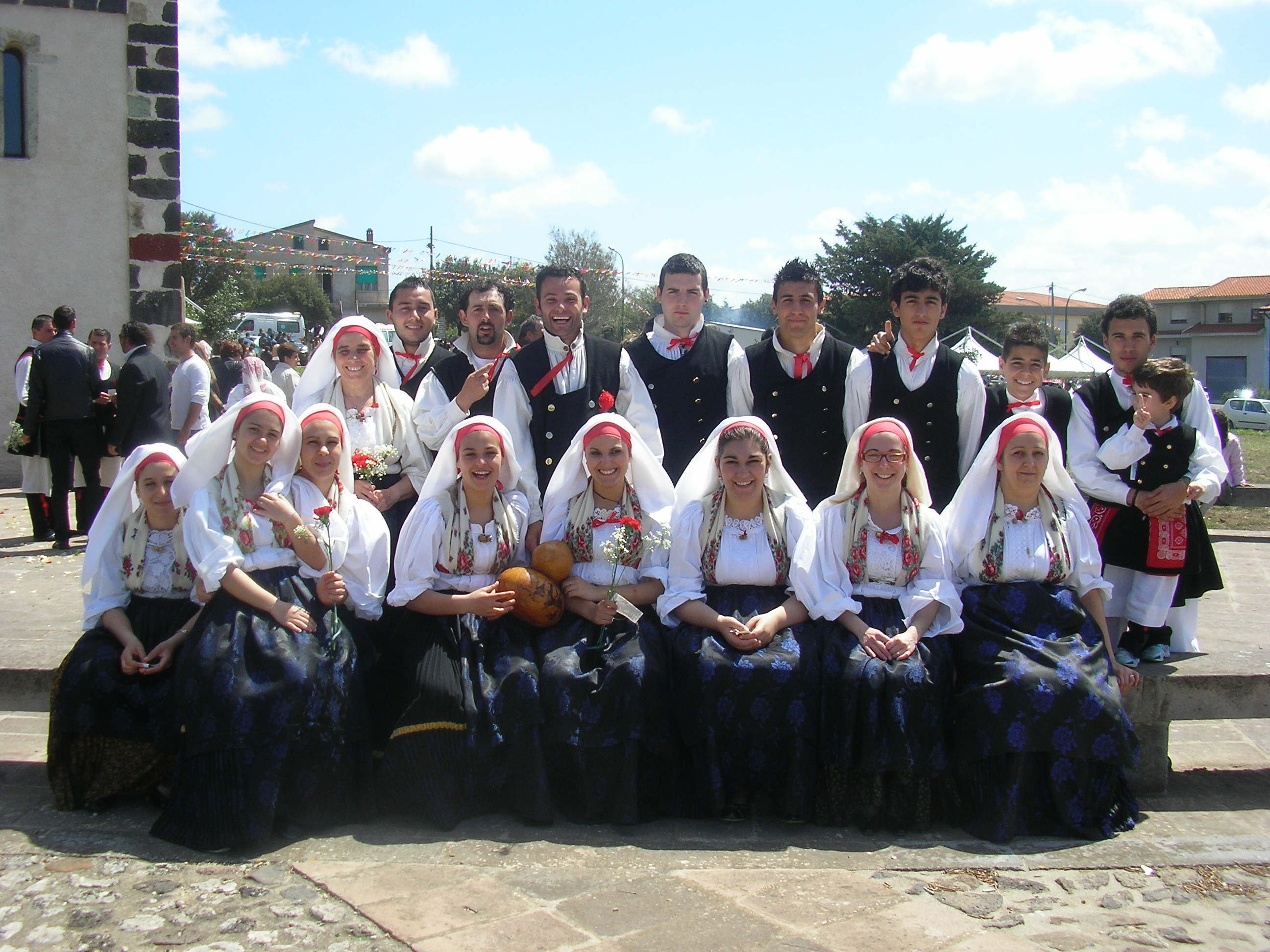
Abito tradizionale milese

A Milis si svolgono tradizionali celebrazioni della Settimana Santa:
- il Giovedì santo, alle ore 13, tre persone in saio bianco, scalze e incappucciate, (mammutinus) portano in giro, presso ogni stazione, la croce con le scale; il pomeriggio si effettua la lavanda dei piedi (lavabo);
- il Venerdì santo, di prima mattina, si porta in processione la statua di Maria (s'inghiriedda); il pomeriggio avviene la discesa de sa lattera e successivamente si svolge su scravamentu, e la notte, con le vie illuminate da ceri o lumini, la processione con la croce, le scale, sa lattera con Gesù deposto e Maria;
- la domenica di Pasqua si effettua s'incontru.

## Geografia antropica

### Quartieri
- Mattigheddas
- Barigau
- Curtilla manna
- Sa cabina
- Funtana Intru
- Craccazu
- Funtana manna

## Cultura

### Istruzione

#### Biblioteche
- Biblioteca "Giorgio Manca", gestita dall'unione dei comuni "Sinis Montiferru".

#### Musei
- Museo del gioiello e del costume tradizionale, presso la villa Boyl.
- Museo degli attrezzi agricoli e delle antiche tradizioni, presso la villa Boyl.
- Museo delle tradizioni popolari "Antica casa Milese", presso casa Murru, via S Giorgio 19.

### Eventi
- Domenica successiva al 19 marzo (festa di san Giuseppe): "sagra dei Ceci", antica sagra con degustazione di ceci cotti con finocchietto selvatico.
- 23 aprile - San Giorgio: falò, processione con numerosi cavalli e musica.
- 13 giugno - Sant'Antonio.
- 29 giugno - santi Pietro e Paolo.
- Prima domenica di agosto - Madonna del Buoncammino.
- Mese di novembre: Rassegna dei vini novelli della Sardegna, con manifestazioni gastronomiche, musicali e culturali.

## Amministrazione
| Periodo        | Periodo        | Primo cittadino  | Partito                 | Carica                    | Note   |
| -------------- | -------------- | ---------------- | ----------------------- | ------------------------- | ------ |
| 14 luglio 2022 | 29 maggio 2023 | Antonio Massidda |                         | Commissario straordinario | [ 12 ] |
| 29 maggio 2023 | in carica      | Monica Ortu      | Lista civica "Funtanas" | Sindaco                   | [ 13 ] |